# Niklas Wykman

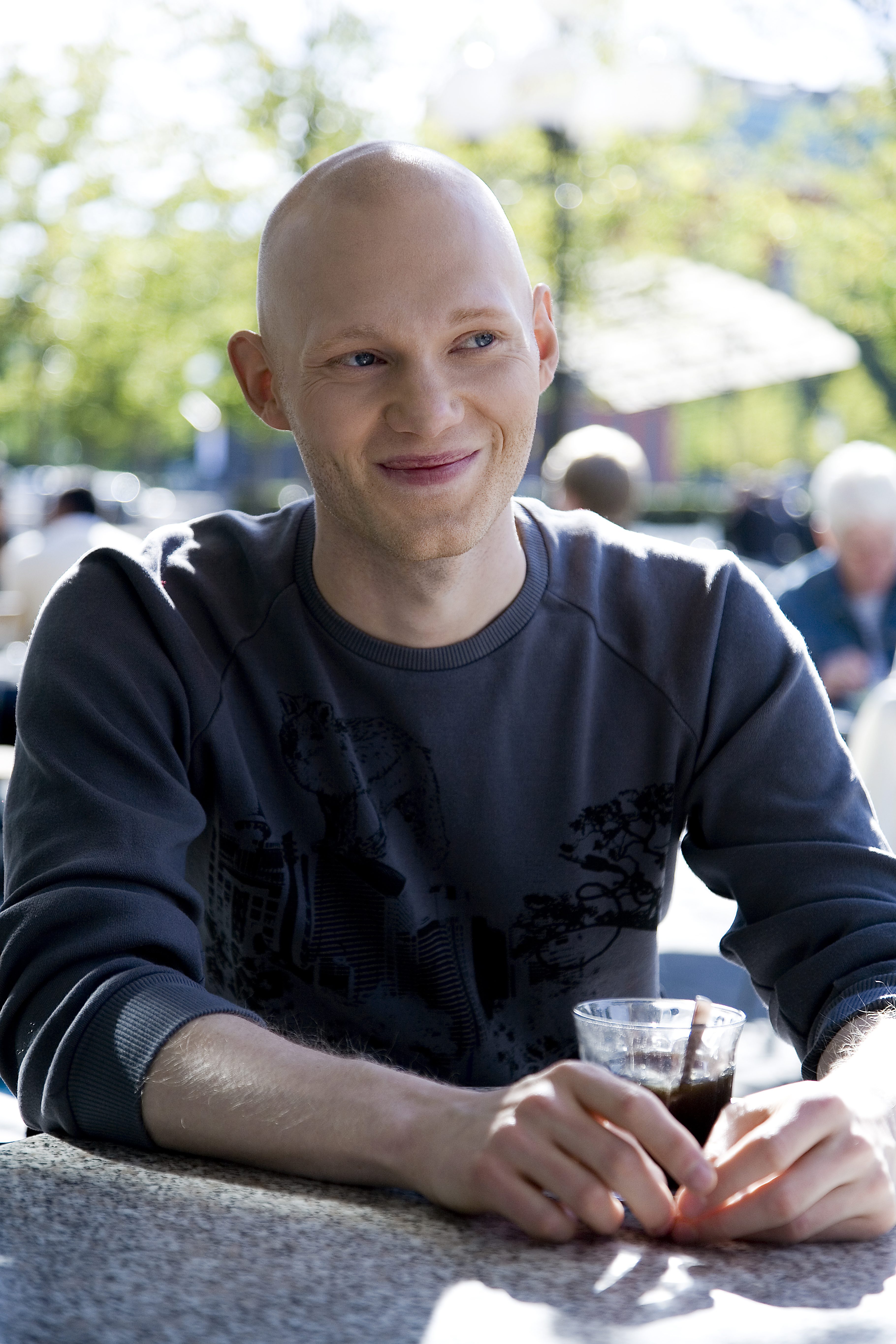
Niklas Wykman (2008)

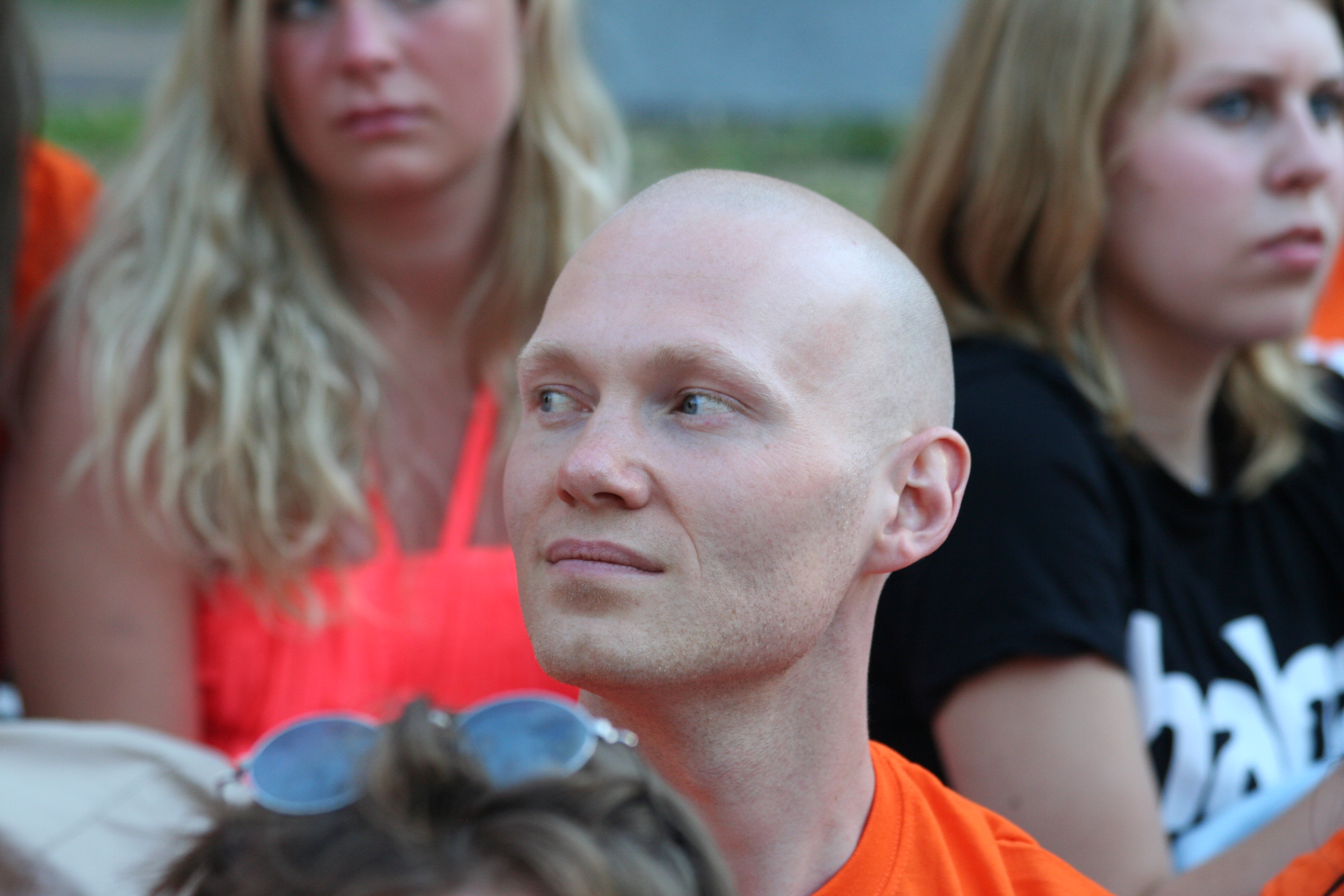
Niklas Wykman (2010)

Niklas Åke Wykman (* 10. März 1981 in Kalmar) ist ein schwedischer Politiker der Moderaten Sammlungspartei (Moderata samlingspartiet), der von 2014 bis 2022 Mitglied des Reichstages war und seit dem 18. Oktober 2022 Minister für die Finanzmärkte im Finanzministerium in der Regierung Kristersson ist.

## Leben
Niklas Åke Wykman, Sohn des Verkäufers Anders Wykman und der Pflegeassistentin Irene Olsson Wykman, besuchte von 1997 bis 2000 den naturwissenschaft-sozialwissenschaftlichen Zweit der Obersekundarstufe der Jenny Nyströmsskolan und begann im Anschluss sein politisches Engagement von 2000 bis 2001 als Vorsitzender des Moderat skolungdom, des Schülerverbandes des Moderaten Sammlungspartei (Moderata samlingspartiet), sowie zwischen 2001 und 2002 als Politischer Sekretär der Moderaten Sammlungspartei  in der Gemeinde Upplands Väsby. Im Anschluss absolvierte er von 2002 bis 2012 ein Studium der Fächer Wirtschaftswissenschaften, Mathematik und Mathematische Statistik an der Universität Stockholm. Als Nachfolger von Johan Forssell wurde er 2006 Vorsitzender des Moderata ungdomsförbundet (MUF), des Jugendverbandes der Moderaten Sammlungspartei, und bekleidete diese Funktion bis zu seiner Ablösung durch Erik Bengtzboe 2010. Im Anschluss arbeitete er zwischen 2010 und 2014 als politischer Berater im Finanzministerium und absolvierte zwischen 2011 und 2013 ein postgraduales Studium der Wirtschaftswissenschaften an der Universität Örebro, das er mit einem Magister abschloss. Sein dort sowie am Institut für Unternehmensforschung IFN (Institutet för Näringslivsforskning) in Stockholm im Anschluss 2013 begonnenes Promotionsstudium hat er bislang nicht abgeschlossen.
Bei der Wahl vom 14. September 2014 wurde er für die Moderate Sammlungspartei im Wahlkreis 82 Stockholms län erstmals zum Mitglied des Reichstages gewählt und wurde bei den darauf folgenden Wahlen am 9. September 2018 und 11. September 2022 jeweils wiedergewählt. Während seiner Parlamentszugehörigkeit war er Mitglied mehrerer Ausschüsse und zuletzt zwischen 2019 und 2022 zweiter Vize-Vorsitzender des Steuerausschusses (Skatteutskottet).
Am 18. Oktober 2022 wurde Wykman Minister für die Finanzmärkte (Finansmarknadsminister) im Finanzministerium in der Regierung Kristersson und ist damit zuständig für die Bereiche Finanzmärkte, Immobilien- und Glücksspielangelegenheiten.
Er lebt in Solna.